# Willy Hufschmid
Willy Hufschmid (født 9. oktober 1918) var en schweizisk håndboldspiller som deltog under Sommer-OL 1936.
Han var en del af det schweiziske håndboldlandshold, som vandt en bronzemedalje. Han spillede i tre kampe.